# Czerni Osym
Czerni Osym (bułg. Черни Осъм, do 1934 roku Kolibeto) – wieś w północnej Bułgarii, w obwodzie Łowecz, w gminie Trojan. W 2010 roku liczyła tysiąc mieszkańców.
Miejscowość jest położona w paśmie górskim Stara Płanina, nad rzeką Czerni Osym. Nieopodal wsi znajduje się park narodowy Centralny Bałkan.
Wieś stanowi przyrodniczo-edukacyjnym muzeum, które znajduje się na liście 100 obiektów turystycznych Bułgarii. We wsi mieści się muzeum archiwalnych zdjęć etnograficznych Deczo Neszkowa. Działa tu także galeria sztuk nazwana na cześć Penczo Chadżinajdenowa (założyciela Szkoły Sztuk Trojańskich), która posiada zbiory prac lokalnych artystów.

## Galeria

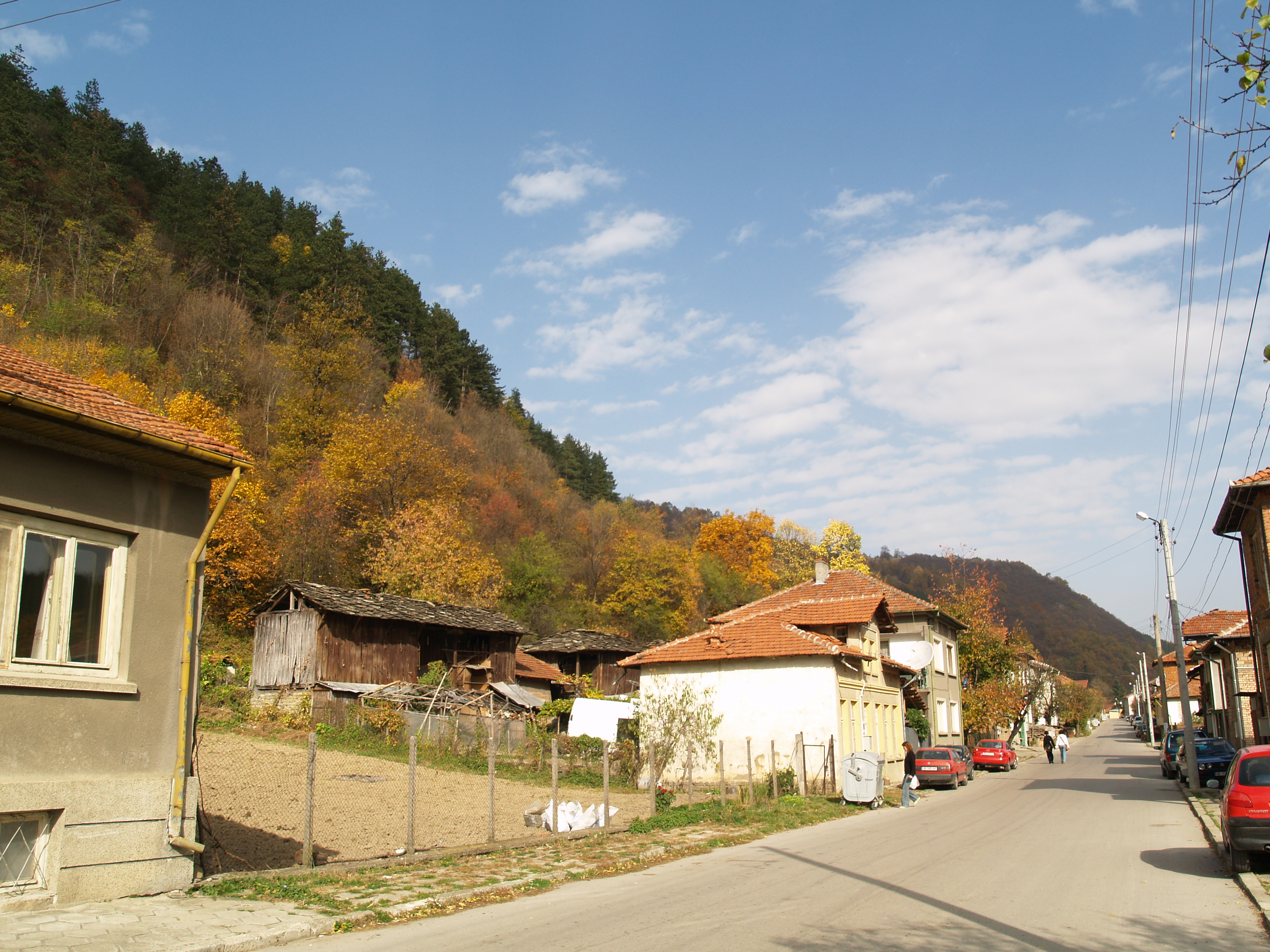
Jedna z ulic wsi
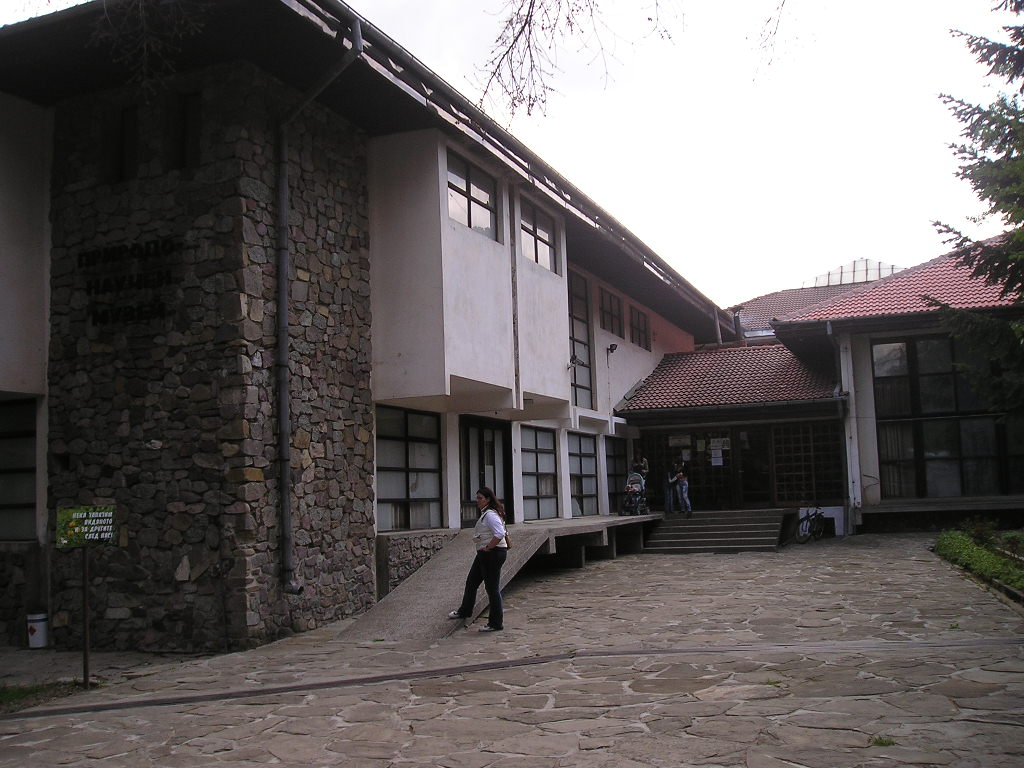
Muzeum przyrodniczo-historyczne
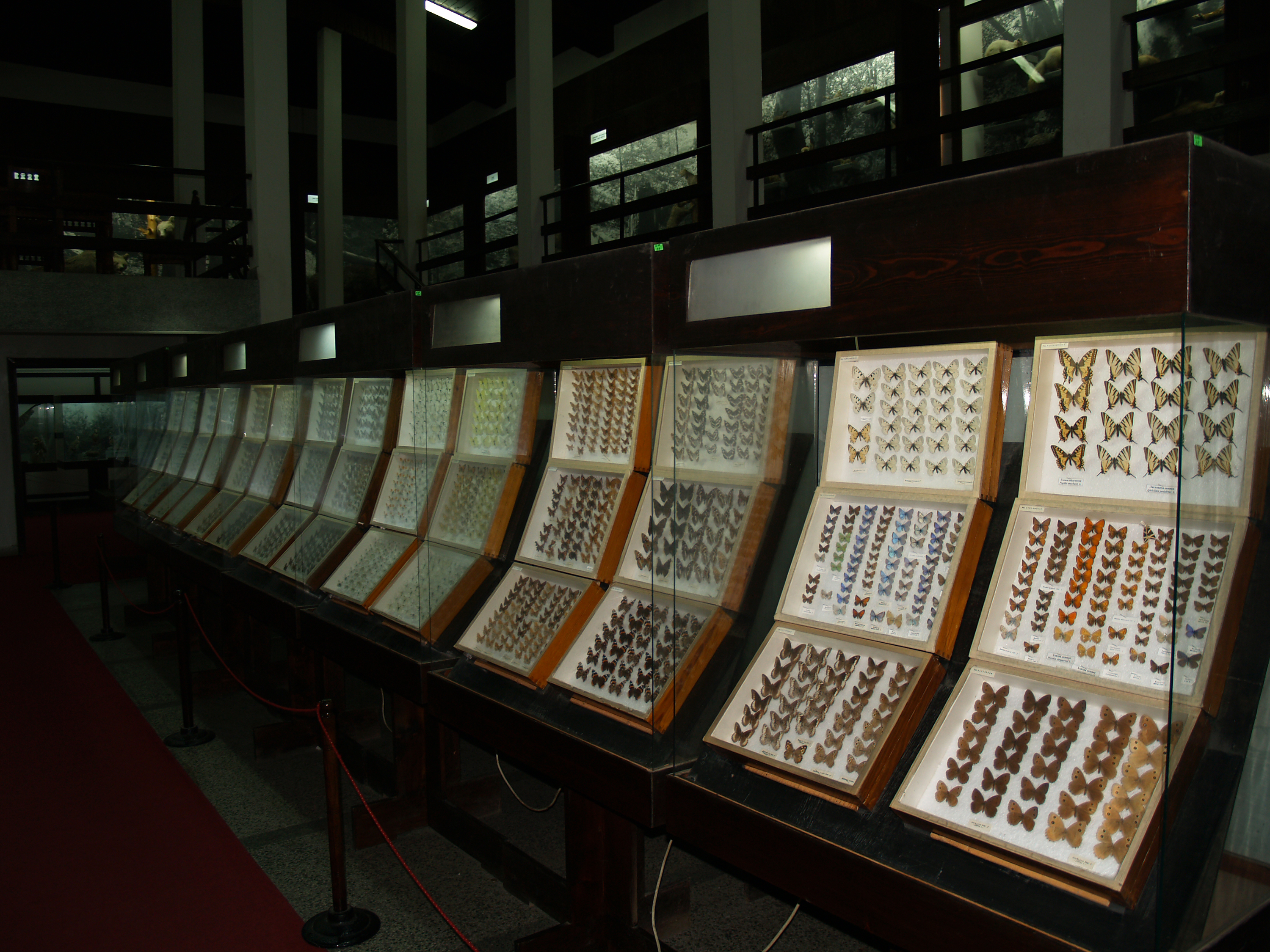
Wnętrze muzeum przyrodniczo-historycznego
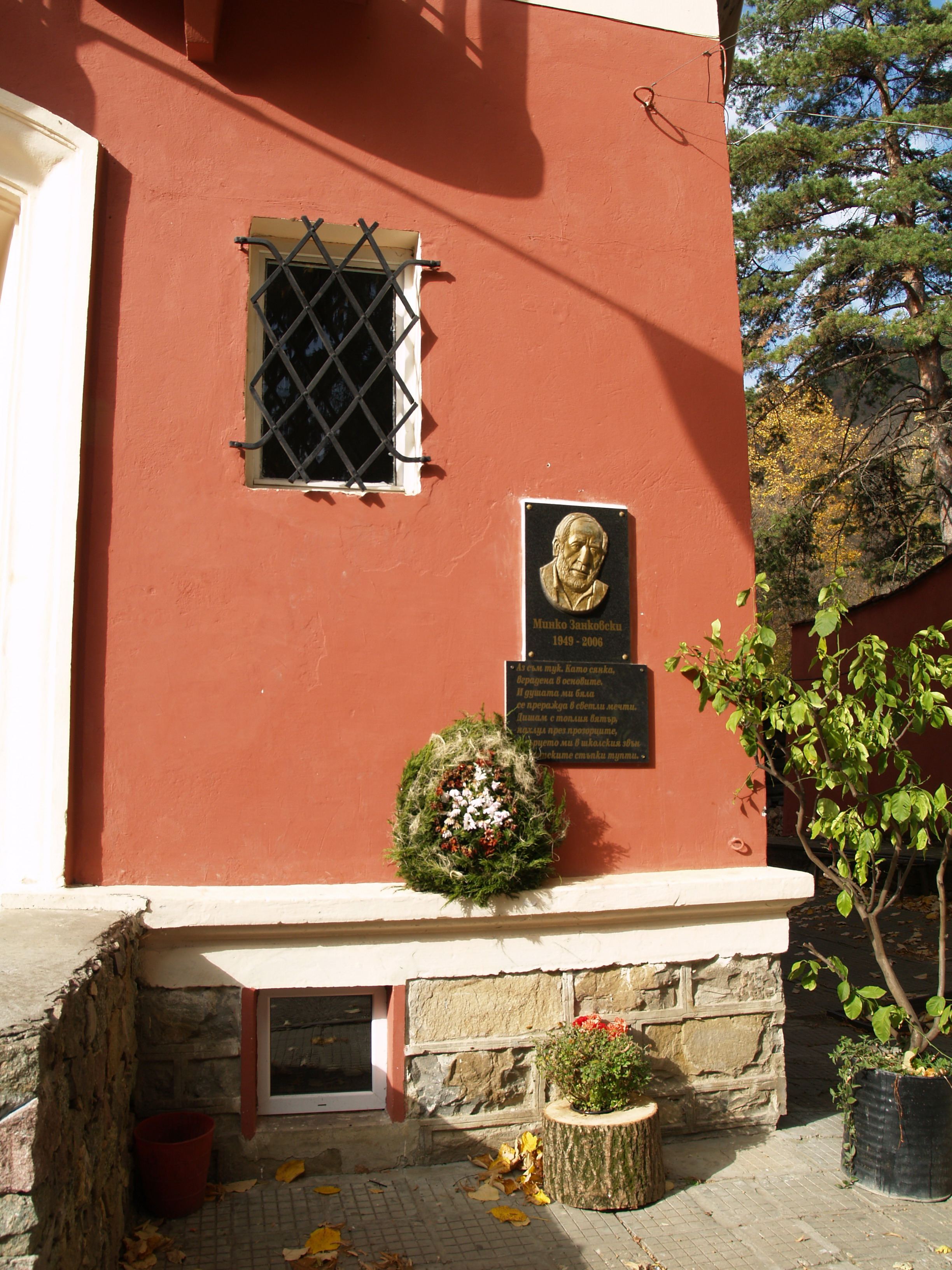
Pomnik ku czci Minko Zankowskiego przed szkołą dla przewodników górskich
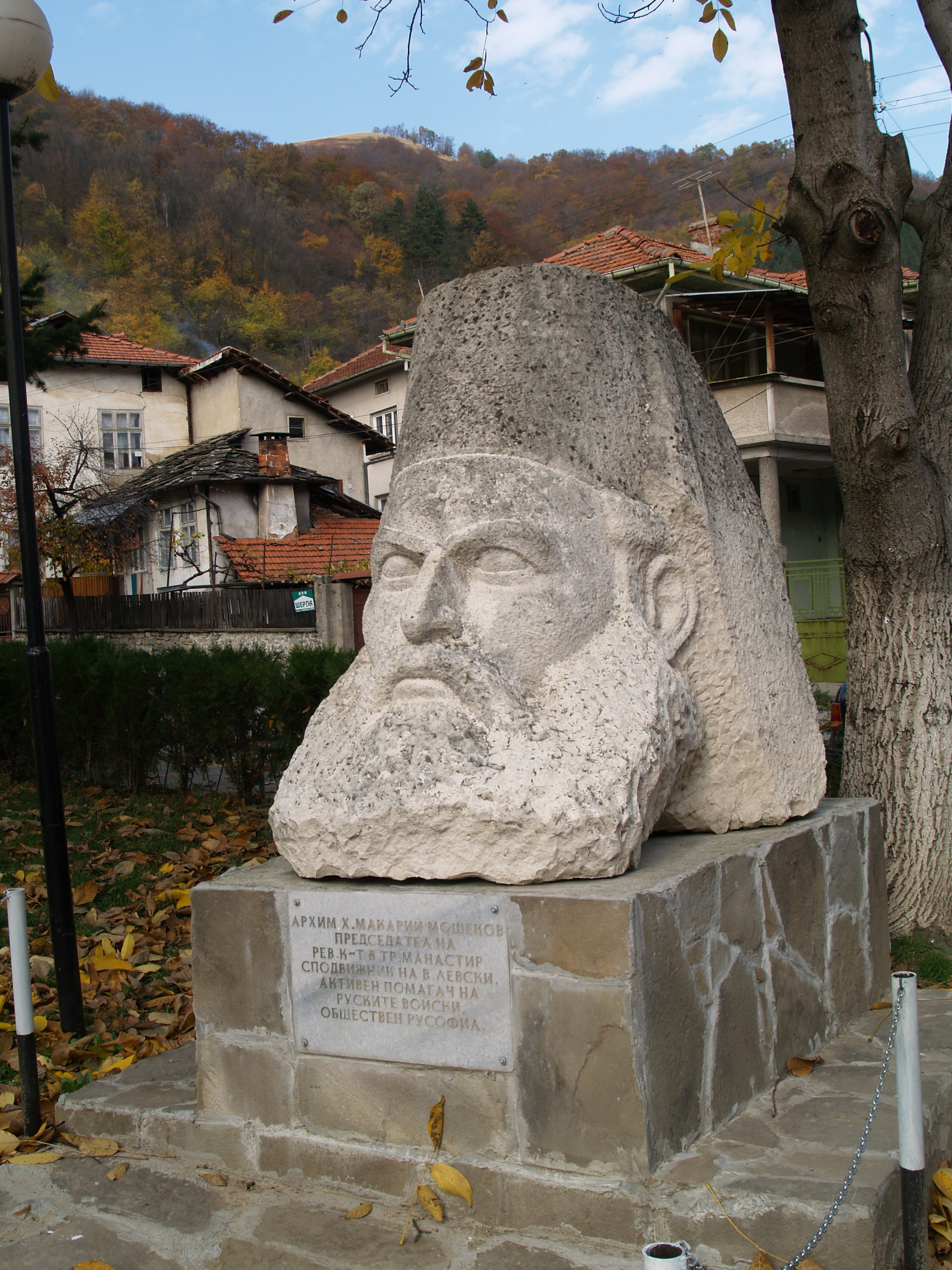
Pomnik Archimandrita Makarija
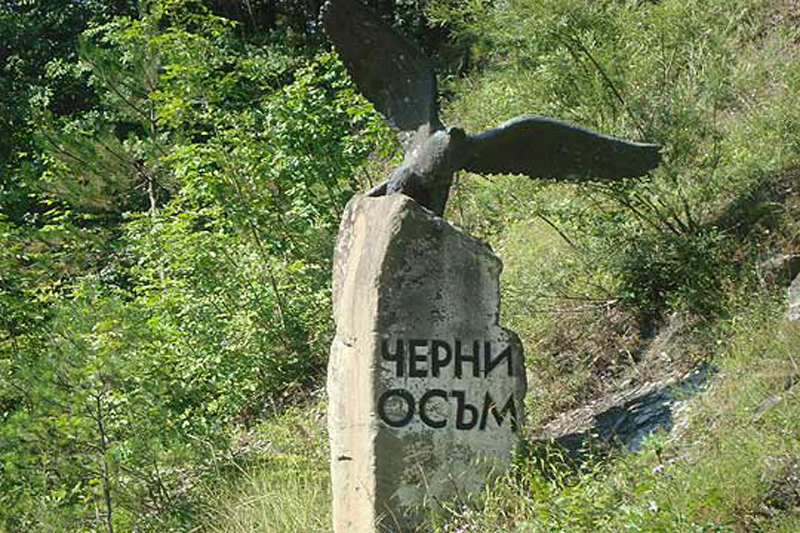
Symbol Czernego Osymu